# 미스터리 하우스
미스터리 하우스(Mystery House)는 1980년에 온라인 시스템스가 출시한 어드벤처 게임이다. 로버타 윌리엄스가 디자인, 각본, 일러스트를 맡았으며 켄 윌리엄스가 애플 II용으로 프로그래밍했다. 미스터리 하우스는 당시 최초의 그래피컬 어드벤처 게임이었으며 온라인 시스템스가 개발한 최초의 게임이며 이 기업은 나중에 시에라 온라인으로 변화하게 된다. 최초의 공포물 비디오 게임들 중 하나이다.